# Antipatris
Antipatris (łac. Diœcesis Antipatridenus) – stolica historycznej diecezji w Cesarstwie Rzymskim (prowincja Palestina), współcześnie w Izraelu. Od XVIII wieku katolickie biskupstwo tytularne, od 1956 nieobsadzone.

## Biskupi tytularni
| Lp. | Biskup                          | Od               | Do                  |
| --- | ------------------------------- | ---------------- | ------------------- |
| 1   | Georgius Casimirus Ancuta       | 27 września 1723 | 26 września 1737    |
| 2   | Józef Antoni Łaszcz             | 23 czerwca 1738  | 31 stycznia 1748    |
| 3   | Heinrich Joseph von Nitschke    | 16 grudnia 1748  | 23 maja 1778        |
| 4   | Johann Mathäus Schweiberer      | 12 lipca 1779    | 28 czerwca 1781     |
| 5   | Thomas del Pozzo                | 26 września 1785 | 2 maja 1796         |
| 6   | Ferdinando Lomellino OSB        | 27 czerwca 1796  | brak danych         |
| 7   | Francesco Mazzuoli              | 21 grudnia 1846  | 4 października 1847 |
| 8   | Francesco Giuseppe Gandolfi     | 14 kwietnia 1848 | 24 września 1868    |
| 9   | Kaspar Willi OSB                | 21 grudnia 1868  | 12 marca 1877       |
| 10  | José Proceso Pozuelo y Herrero  | 26 czerwca 1877  | 28 lutego 1879      |
| 11  | Manuel Antonio Bandini Mazuelos | 15 maja 1879     | 27 maja 1889        |
| 12  | Costantino Costa CP             | 29 kwietnia 1890 | 12 czerwca 1893     |
| 13  | John Stariha                    | 8 listopada 1909 | 15 grudnia 1915     |
| 14  | Cyrillo de Paula Freitas        | 8 lutego 1918    | 9 marca 1947        |
| 15  | Francis Liu Jinwen              | 15 marca 1948    | 1956                |